# Пальмин, Михаил Архипович
 Михаил Архипович Пальмин  (1784—1852) — русский писатель, ординарный профессор философии и политической экономии в Казанском и Санкт-Петербургском университетах.

## Биография
Происходил из семьи священника. Родился в 1784 году. В 1797—1803 годах обучался в Рязанской духовной семинарии; с 15 октября 1803 года учился в Петербургском педагогическом институте, откуда был выпущен в 1808 году студентом первого отделения и определён в Санкт-Петербургскую губернскую гимназию старшим учителем латинского языка, а с 1814 года — российской словесности.
В феврале 1820 года был назначен экстраординарным профессором философии и политической экономии в Казанский университет, в 1822 году был избран и утверждён ординарным профессором кафедры философии и дипломатики и политической экономии. С 8 августа 1820 года до 22 сентября 1822 года он исполнял должности декана отделения нравственно-политических наук, секретаря университетского Совета и члена Комитета издателей «Казанского вестника».
В октябре 1823 года он был уволен от преподавания философии для «разборки университетских архивов», а 10 мая 1824 году уволен из Казанского университета «для перемены места служения»; причём в его формуляр была внесена отметка о беспорядках, допущенных им по советским делам и архиву. 
В 1825 году Пальмин, по прошению и по протекции Рунича, был назначен ординарным профессором теоретической и практической философии Санкт-Петербургского университета; в 1825—1826 годах был деканом философско-юридического факультета, а в 1827 году утверждён непременным заседателем университетского Правления. В 1832 году уволен от службы по учебному ведомству.
Женат М. А. Пальмин был на дочери надворного советника Павла Острогорского; известно, что в 1835 году у него было три сына и четыре дочери.
М. А. Пальмин перевёл с английского сочинение Эдмунда Борка «Философическое исследование происхождения наших понятий ο высоком и прекрасном». В торжественном собрании Казанского университета 5 июля 1821 г. он прочитал «краткую историческую записку по Казанскому университету и его учебному округу за 1820—21 гг.», которая была напечатана в 1821 году.
Умер 15 (27) марта 1852 года.